# Belit

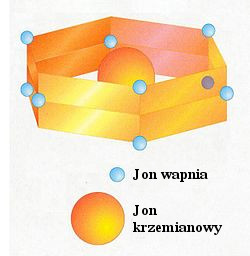
Uproszczona struktura belitu

Belit – mineralogiczna nazwa krzemianu dwuwapniowego, 2CaO·SiO2 lub C2S (według oznaczeń stosowanych w chemii cementu). Jeden z głównych składników klinkieru (półproduktu cementu portlandzkiego) odpowiedzialny za późne wiązanie cementu. W postaci naturalnej występuje jako larnit.
Krzemian dwuwapniowy tworzy pięć faz (α, α'H, α'L, β, γ), ale faza β jest stosunkowo nietrwała. Wszystkie fazy C2S zbudowane są z wolnych czworościanów (tetraedrów) SiO4, połączonych atomami wapnia. Wzajemne położenie tetraedrów i atomów wapnia jest różne w poszczególnych odmianach polimorficznych.

## Hydratacja krzemianu dwuwapniowego
Uwodnienie C2S przebiega podobnie do C3S i można ja schematycznie przedstawić następująco:
2Ca2SiO4 + 4H2O → 3CaO·2SiO2·3H2O + Ca(OH)2
Używając symboliki stosowanej w chemii cementu (m.in. CaO = „C”, SiO2 = „S”, H2O = „H”), reakcję tę zapisuje się:
2C2S + 4H → C3S2H3 + CH
Znacznie mniejsza szybkość hydratacji C2S w porównaniu z C3S powoduje, że powstające kryształy Ca(OH)2 są na ogół większe niż dla reakcji C3S. Morfologia fazy (żelu) C-S-H, która jest głównym składnikiem uwodnionego cementu, jest natomiast bardzo zbliżona.

## Skład
Belit znajdujący się w cemencie portlandzkim różni się składem od czystego chemicznie krzemianu dwuwapniowego. Jest to roztwór stały i zawiera niewielkie ilości innych tlenków niż CaO i SiO2. Typowy skład:
| Tlenek | % (w/w) |
| ------ | ------- |
| CaO    | 63,5    |
| SiO2   | 31,5    |
| Al2O3  | 2,1     |
| Fe2O3  | 0,9     |
| MgO    | 0,5     |
| SO3    | 0,1     |
| Na2O   | 0,1     |
| K2O    | 0,9     |
| TiO2   | 0,2     |
| P2O5   | 0,2     |

W oparciu o te dane można podać wzór sumaryczny Ca1,94Mg0,02Na0,01K0,03Fe0,02Al0,07Si0,90P0,01O3,93. W praktyce formuła się zmienia w zależności od składu wsadu wykorzystanego do produkcji klinkieru cementowego. Podstawienie jonów wapnia lub krzemianowych wymaga zbilansowanie ładunku elektrycznego. Na przykład jony SiO44− mogą być zastąpione jonami siarczanowymi (SO42−) pod warunkiem, że na każdy jon siarczanowy będą także podstawione dwa jony glinianowe (AlO45−).